# Morgan Bolding

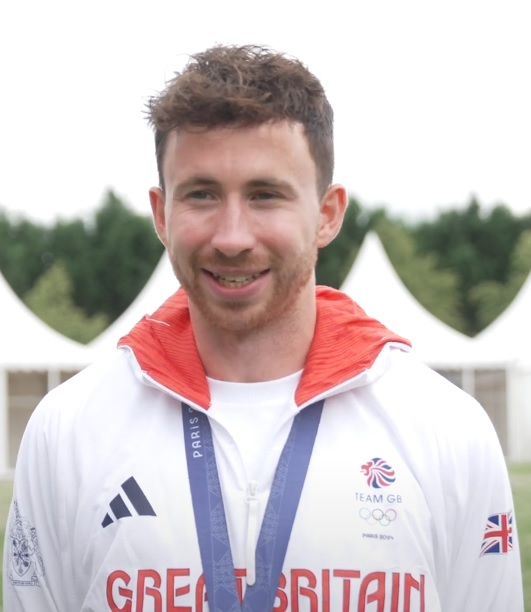
Morgan Bolding bei einem Interview während der Olympischen Spiele 2024

Morgan Bolding (* 13. Mai 1995 in Withiel, North Cornwall) ist ein britischer Ruderer. 2022 und 2023 wurde er jeweils Welt- und Europameister im Achter und 2024 gewann er die olympische Goldmedaille.

## Karriere
Bolding wurde bei den Junioren-Weltmeisterschaften 2013 Vierter mit dem britischen Achter. Zwei Jahre später bei den U23-Weltmeisterschaften 2015 belegte der britische Achter den fünften Platz. Wieder zwei Jahre später war Bolding erneut Mitglied des britischen Achters und gewann Bronze bei den U23-Weltmeisterschaften 2017. 2019 nahm Bolden erstmals am Ruder-Weltcup teil. Bei den Weltmeisterschaften 2019 belegte er zusammen mit Thomas Ryan Jeffery den zwölften Platz im Zweier ohne Steuermann. 2021 versuchte sich Bolding im Zweier mit Harry Glenister für die Olympischen Spiele in Tokio zu qualifizieren, was den beiden mit einem vierten Platz in der Regatta der letzten Chance nicht gelang. Nur die ersten beiden Teams durften in Tokio antreten.
2022 wechselte Bolding in den britischen Achter. Bei den Europameisterschaften in München siegten die Briten mit viereinhalb Sekunden Vorsprung vor den Niederländern. Einen Monat später erreichte der britische Achter bei den Weltmeisterschaften in Račice u Štětí das Ziel mit einer Sekunde Vorsprung vor den Niederländern. Bei den Europameisterschaften 2023 in Bled gewann der Achter mit 0,05 Sekunden Vorsprung vor den Rumänen und 0,52 Sekunden vor den Niederländern. Drei Monate später bei den Weltmeisterschaften in Belgrad siegte der britische Achter mit einer Sekunde Vorsprung vor den Niederländern, Dritte wurden die Australier vor den Rumänen. 2024 gewann der britische Achter bei den Europameisterschaften in Szeged mit über zwei Sekunden Vorsprung vor dem Deutschland-Achter. Drei Monate später bei den Olympischen Spielen in Paris siegten die Briten mit einer Sekunde Vorsprung vor den Niederländern.
Morgan Bolding rudert für den Bootsclub der Oxford Brookes University.